# 馬卡里哈 (佐洛喬夫區)
50°14′31″N 35°58′59″E / 50.24194°N 35.98306°E
馬卡里哈（烏克蘭語：Макариха）是位於烏克蘭東部的村莊，由哈爾科夫州博霍杜希夫區的佐洛奇夫市鎮負責管轄。該村始建於1775年，面積0.49平方公里，海拔高度146米，2001年人口348。